# Karl Klien
Karl Klien (* 18. Dezember 1776 in Königstein; † 10. Mai 1839 in Leipzig) war ein deutscher Rechtswissenschaftler.

## Leben
Klien, der als Sohn eines Theologen geboren wurde, verwaiste bereits in frühester Jugend. Gut vorgebildet immatrikulierte er sich am 2. Juni 1795 an der Universität Wittenberg, wo er am 14. Mai 1798 sein Examen pro praxi als Notar ablegte. Daraufhin promovierte er am 26. November 1798 zum Lizentiaten und Doktor der Rechte. 
Nach der Pensionierung von Christian Friedrich Wilisch wurde Klien noch 1800 vom sächsischen Kurfürsten Friedrich August III. zum Finanzprokurator in den Ämtern des Kurkreises Wittenberg ernannt. Am 30. Juli 1801 wurde Klien als Assessor an der juristischen Fakultät der Wittenberger Universität aufgenommen und erhielt am 2. Juni 1803 eine außerordentliche Professur für sächsisches Recht. Nachdem Karl Salomo Zachariae 1807 nach Heidelberg gegangen war, wurde er ordentlicher Professor des römischen Rechts, damit verbunden erhielt er ein Sitz am Wittenberger Schöppenstuhl und am Wittenberger Hofgericht. 
In Wittenberg erlebte er die letzten Tage der niedergehenden, zuletzt nach Schmiedeberg (1813–15) ausgelagerten Universität und war im Sommersemester 1809, sowie 1815 ihr letzter Rektor. Gemeinsam mit seinem Amtskollegen Christoph Karl Stübel quittierte er seinen Dienst im Sommer 1815 und begab sich an die Universität Leipzig, wo man für beide neue Lehrstühle eingerichtet hatte. Von dieser neugeschaffenen Professur rückte Klien im Laufe der Jahre in immer höherwertige Professuren auf und übernahm die damit verbundenen Aufgaben in den Domstiften. 
Klien arbeitete mit an der neuen sächsischen Verfassung, war Mitglied unterschiedlicher Kommissionen, die unter anderem die Vorgänge der Kleinstaatlichen Revolution in Sachsen 1830 untersuchten. Er wurde Senior der juristischen Fakultät der Leipziger Hochschule, vertrat diese auf Landtagen und Ständeversammlungen, und erhielt für seine Leistungen das Ritterkreuz sowie den königlich sächsischen Zivilverdienstorden verliehen. 
In erster Ehe war Klien mit Christiane Luise Konradine geb. Nitzsche verehelicht, die 1815 in Schmiedeberg verstarb. Später heiratete er erneut. Von mehreren geborenen Kindern überlebten ihn nur drei Töchter.

## Schriften (Auswahl)
- De Pretio Rervm Fvrto Ablatarvm Rite Constitvendo Dissertatio Inauguralis iuridica. Tzschiedrich, Wittenberg 1798. (Digitalisat)
- Revision der Grundsätze über das Verbrechen des Diebstahls : das bey dessen Untersuchung zu beobachtende Verfahren und dessen Bestrafung nach gemeinem in Deutschland geltendem insonderheit Chursächsischem Rechte. Nitzsche, Nordhausen 1806.
- De lege Saxonica contra tumultum et seditionem d. d. XVIII Jan. MDCCLXXXXI denouo confirmata per legem recentissimam d. d. VI. Oct. MDCCCXXX 2 Bände. Leipzig 1832.
- Commentatio, qua, nonnullis de ratione studiorum nostrorum expositis, principia de condictione sine causa exemplo singulari illustrantur. 1838. (Digitalisat)